# NGC 1128-1

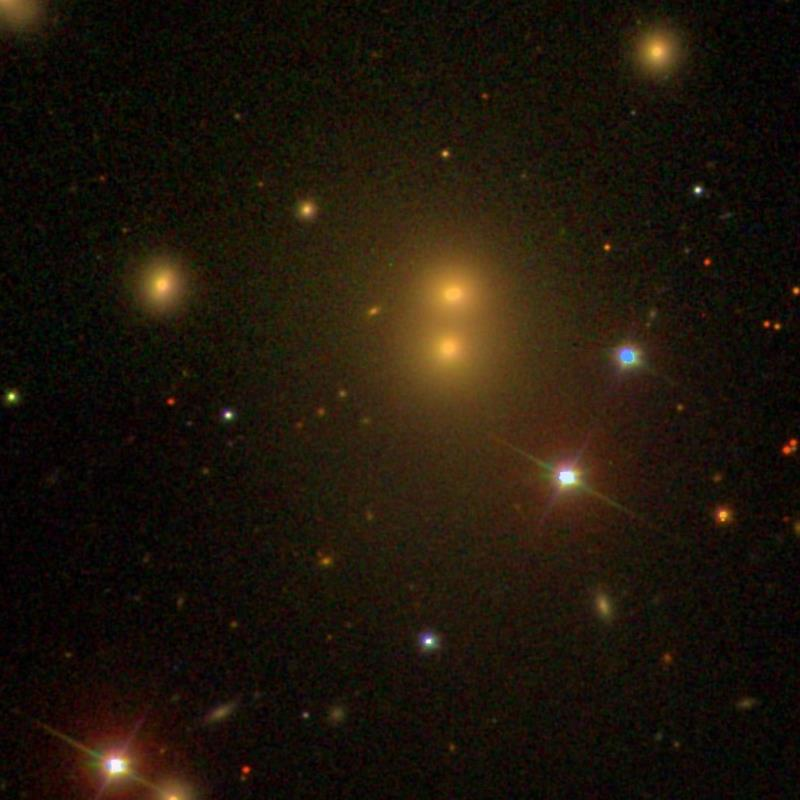
NGC 1128-1 en NGC 1128-2

NGC 1128-1 is een elliptisch sterrenstelsel in het sterrenbeeld Walvis. Het hemelobject werd op 8 oktober 1886 ontdekt door de Amerikaanse astronoom Lewis A. Swift. Het sterrenstelsel bevindt zich dicht bij NGC 1128-2. Beide stelsels zijn geassocieerd met de radiobron 3C 75.

## Synoniemen
- PGC 11189
- MCG 1-8-27
- A 0255+05
- ZWG 415.41
- 3ZW 52
- DRCG 9-43
- 3C 75B
- KCPG 84A